# Antonín Lego
Antonín Lego (* 30. Mai 1801 in Zbiroh, Böhmen; † 7. April 1878 in Žižkov) war ein tschechischer Pädagoge, Musiker und Komponist.

## Leben
Antonín Lego war das dritte von sechs Kindern aus der zweiten Ehe des Franz Johann Lego mit Ludmilla Palek. Er absolvierte bei seinem Vater die Pfarrschule in Zbiroh und kam im Jahre 1816 als 15-jähriger Knabe an die Stadthauptschule des k.k. Zbiroher Schulinstituts für angehende Schullehrer. Das Zeugnis dieses Kurses war in Deutsch geschrieben und ist vom 31. Dezember 1816 datiert und hat folgende Beurteilung seiner Lehrbefähigung: „Vorzüglich für einen Lehrer an einer böhmischen Pfarrschule“.
Von 1. Januar 1817 bis 28. Oktober 1821 war er als Hilfslehrer in Zbiroh tätig. Am  11. März 1823 erfolgte laut Dekret des k.k. Oberkammeramtes in Zbiroh seine Ernennung zum „Provisor“ der hiesigen Schule, danach war er bis 19. Januar 1824 Schulgehilfe an der Pfarrschule in Cerhovice/Zerhowitz. Danach begann Lego eine Lehrtätigkeit in Zdice und schließlich bekam er laut Dekret des Stadtamtes von Zbiroh vom 15. Februar 1825 eine Anstellung als Schulgehilfe vom 1. Oktober 1825 bis 1828 in Zbiroh.
Von 1828 bis 1829 war er Lehrer in Volduchy/Wolduch  und von  1829 bis 1836 Lehrer in Lhota pod Radčem. Am 26. Januar 1830 heiratete er  Marie Veronika Velwarsky in Lhota pod Radčem, mit der er 12 Kinder hatte: Anna (* 1831; † 1832), Josefa (* 1832; † 1832), Johann Wenzel (* 1833; † 1906), Albine Franziska (* 1835), Ignaz (* 1837; † 1915), Antonín (* 1839; † 1901), Josefa (* 1841), Karl (* 1843), Marie (* 1845), Franz (* 1847; † 1911), Anna (* 1849) und Mathilde (* 1856).
1836 bis 1844 war er Lehrer in Strašice und von 1844 bis 1871 Lehrer in Mýto v Čechách. Am 23. August 1871 erfolgte seine Versetzung in den Ruhestand, nach 55 Jahren Tätigkeit als Lehrer. Er übersiedelte danach nach Žižkov, wo er am 7. April 1878 an Lungenentzündung starb.
Lego wirkte auch als Organist und war an der Erweiterung des Lehrstoffes an der Schule in Mýto v Čechách um die Gegenstände Geographie und Geschichte beteiligt. Zu seinen Kompositionen gehören Schul- und Begräbnisgesänge, Trauermärsche und Liedkompositionen.

## Liedkompositionen
- Morgens lobt ein Vögelchen den Herrn
- Als ich ein kleiner zarter Schüler war
- Der Frühling ist gekommen
- Auf ihr Schüler!
- Unter deinen Schutz ergebe ich mich
- Die unerforschliche Vorsehung